# 朱繼承
朱繼承（1876年—？年），字慕陶，湖南省龍山縣人，日本早稻田大學畢業，農科進士。

## 簡歷
- 宣統三年（1911年）九月，經學部驗看考試列最優等，賞給農科進士。[2]
- 民國六年（1917年）四月，派為湖南林務專員[3]。